# Kolambugan
Kolambugan is een gemeente in de Filipijnse provincie Lanao del Norte in het noorden van het eiland Mindanao. Bij de laatste census in 2007 had de gemeente ruim 25 duizend inwoners.

## Geografie

### Bestuurlijke indeling
Kolambugan is onderverdeeld in de volgende 26 barangays:
| - Austin Heights - Baybay - Bubong - Caromatan - Inudaran - Kulasihan - Libertad - Lumbac - Manga - Matampay - Mukas - Muntay - Pagalungan | - Palao - Pantaon - Pantar - Poblacion - Rebucon - Riverside - San Roque - Santo Niño - Simbuco - Small Banisilan - Sucodan - Tabigue - Titunod |

## Demografie
Kolambugan had bij de census van 2007 een inwoneraantal van 25.306 mensen. Dit zijn 1.126 mensen (4,7%) meer dan bij de vorige census van 2000. De gemiddelde jaarlijkse groei komt daarmee uit op 0,63%, hetgeen lager is dan het landelijk jaarlijks gemiddelde over deze periode (2,04%). Vergeleken met de census van 1995 is het aantal mensen met 661 (2,7%) toegenomen.

De bevolkingsdichtheid van Kolambugan was ten tijde van de laatste census, met 25.306 inwoners op 134,55 km², 188,1 mensen per km².